# Loreux
Loreux és un municipi francès, situat al departament del Loir i Cher i a la regió de Centre – Vall del Loira. L'any 2007 tenia 247 habitants.

## Demografia

### Població
El 2007 la població de fet de Loreux era de 247 persones. Hi havia 100 famílies, de les quals 24 eren unipersonals (8 homes vivint sols i 16 dones vivint soles), 40 parelles sense fills, 28 parelles amb fills i 8 famílies monoparentals amb fills.
La població ha evolucionat segons el següent gràfic:
Habitants censats

### Habitatges
El 2007 hi havia 148 habitatges, 105 eren l'habitatge principal de la família, 31 eren segones residències i 12 estaven desocupats. Tots els 147 habitatges eren cases. Dels 105 habitatges principals, 74 estaven ocupats pels seus propietaris, 20 estaven llogats i ocupats pels llogaters i 11 estaven cedits a títol gratuït; 1 tenia una cambra, 4 en tenien dues, 18 en tenien tres, 24 en tenien quatre i 58 en tenien cinc o més. 72 habitatges disposaven pel capbaix d'una plaça de pàrquing. A 39 habitatges hi havia un automòbil i a 62 n'hi havia dos o més.

### Piràmide de població
La piràmide de població per edats i sexe el 2009 era:
| Homes | Edats   | Dones |
| ----- | ------- | ----- |
| 0     | 95 o +  | 0     |
| 0     | 90 a 94 | 0     |
| 4     | 85 a 89 | 0     |
| 0     | 80 a 84 | 0     |
| 12    | 75 a 79 | 8     |
| 8     | 70 a 74 | 4     |
| 0     | 65 a 69 | 12    |
| 12    | 60 a 64 | 4     |
| 8     | 55 a 59 | 8     |
| 12    | 50 a 54 | 4     |
| 16    | 45 a 49 | 4     |
| 8     | 40 a 44 | 20    |
| 0     | 35 a 39 | 4     |
| 12    | 30 a 34 | 8     |
| 8     | 25 a 29 | 12    |
| 8     | 20 a 24 | 0     |
| 12    | 15 a 19 | 12    |
| 4     | 10 a 14 | 8     |
| 8     | 5 a 9   | 4     |
| 4     | 0 a 4   | 16    |

## Economia
El 2007 la població en edat de treballar era de 173 persones, 137 eren actives i 36 eren inactives. De les 137 persones actives 127 estaven ocupades (68 homes i 59 dones) i 10 estaven aturades (4 homes i 6 dones). De les 36 persones inactives 20 estaven jubilades, 9 estaven estudiant i 7 estaven classificades com a «altres inactius».

### Ingressos
El 2009 a Loreux hi havia 109 unitats fiscals que integraven 250 persones, la mediana anual d'ingressos fiscals per persona era de 18.388 €.

### Activitats econòmiques
L'únic establiment que hi havia el 2007 era d'una empresa de construcció.
L'únic servei als particulars que hi havia el 2009 era una fusteria.
L'any 2000 a Loreux hi havia 7 explotacions agrícoles.

## Poblacions més properes
El següent diagrama mostra les poblacions més properes.